# ناناکوسا
ناناکوسا (به ژاپنی: 七草（ななくさ）Nanakusa)  یک رسم ژاپنی است که هر ساله در روز هفتم ژانویه اجرا می‌شود و آن عبارت است از خوردن نوعی کایو (برنج سوپ مانند) که در آن هفت نوع سبزی به‌ویژه بکار رفته‌است. این اعتقاد در بین مردم وجود دارد که با خوردن این نوع هفت سبزی از انواع بیماری‌ها مصون می‌مانند. رسم خوردن این غذا از دوره ادو ۱۸۶۷–۱۶۰۳ از کشور چین وارد ژاپن ‌است.

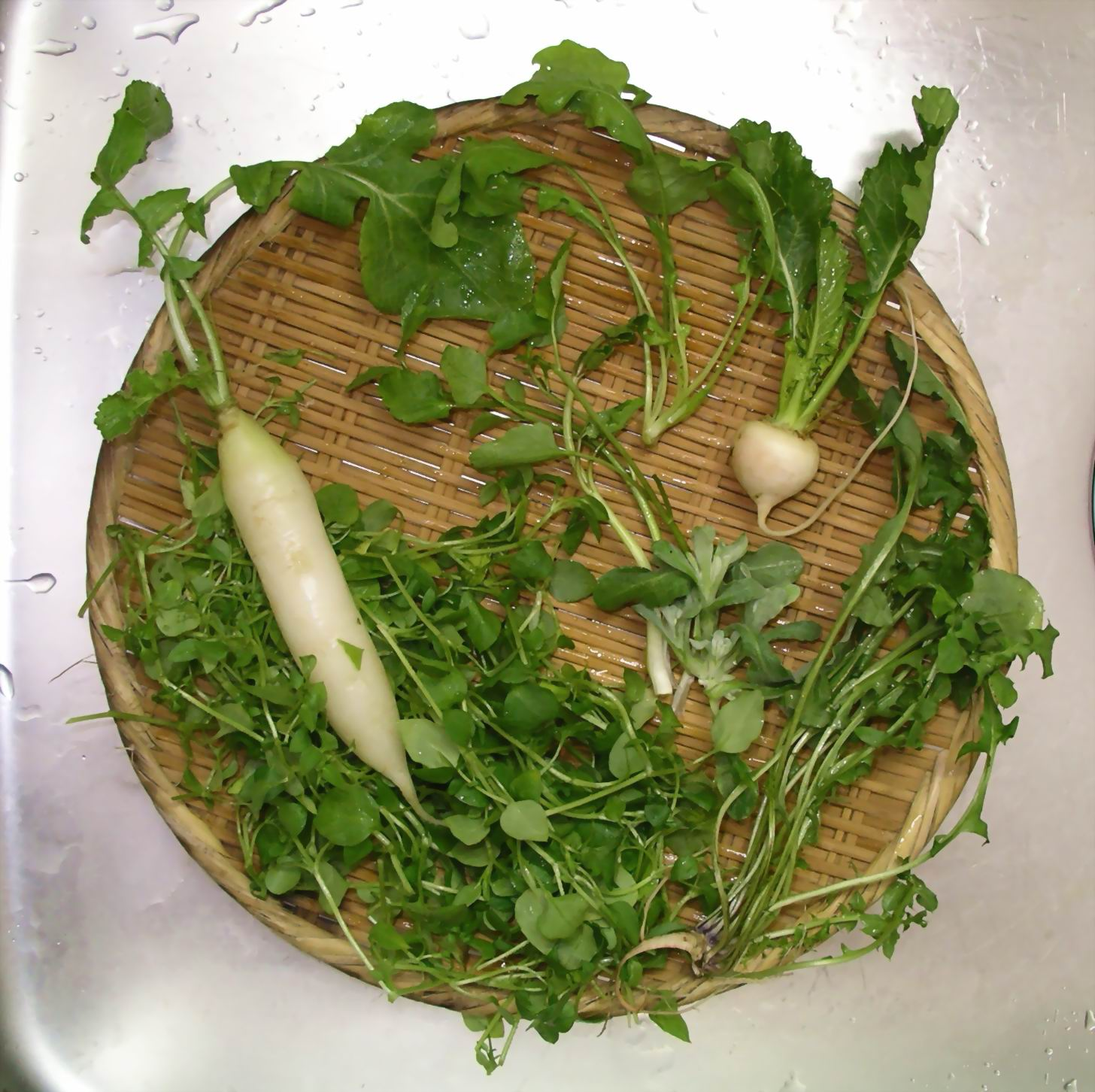
ناناکوسا

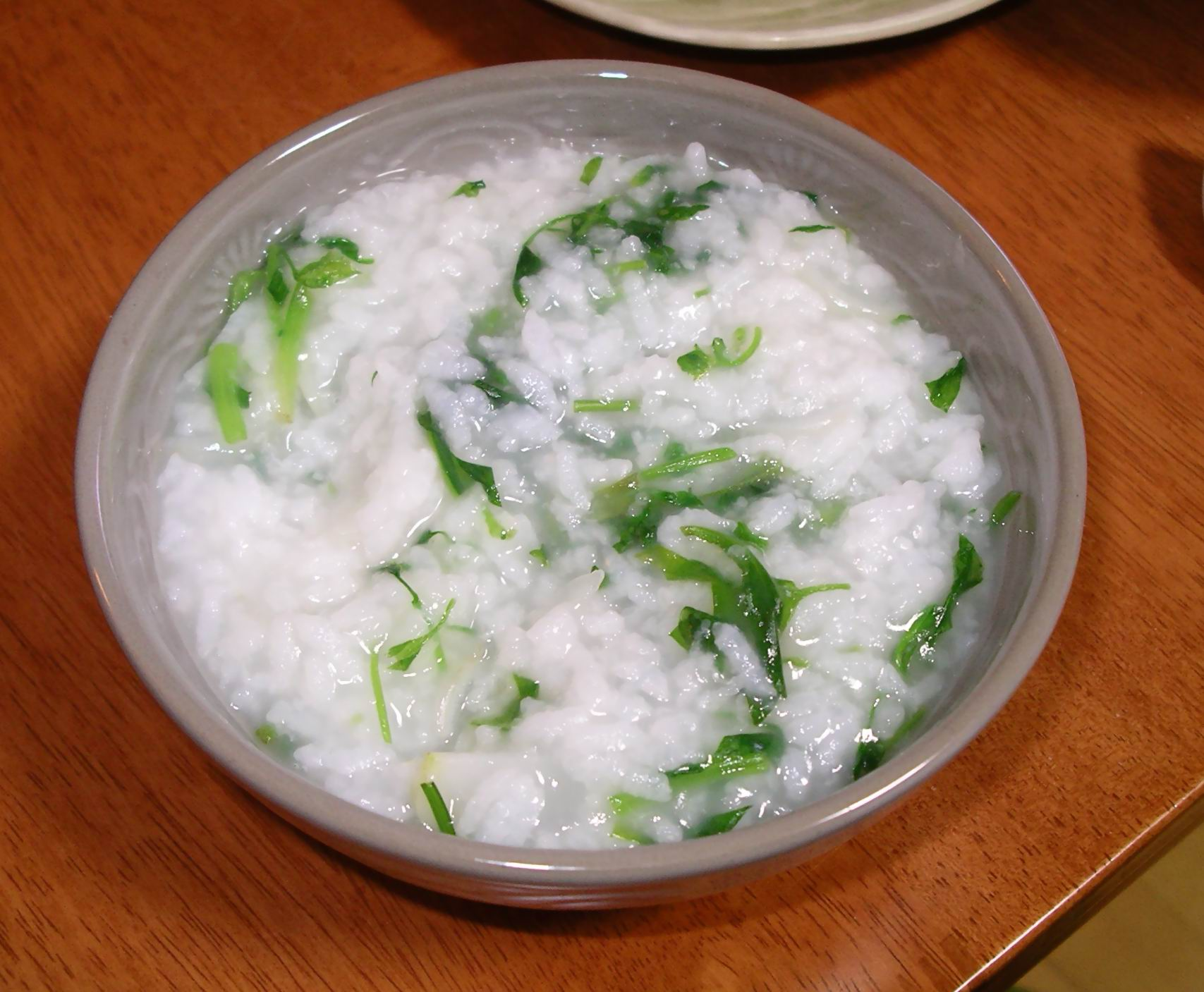
ناناکوسا در آش برنج

| تصویر | کانجی نام ژاپنی                           | فارسی                                  | انگلیسی                     | تیره        |
| ----- | ----------------------------------------- | -------------------------------------- | --------------------------- | ----------- |
|       | せり seri 芹                              | یکی از گونه‌های آب‌چکان بنام آب‌چکان جاوه | Oenanthe javanica           | چتریان      |
|       | なずな nazuna 薺                          | کیسه کشیش                              | Shepherd's Purse            | شب‌بویان     |
|       | ごぎょう gogyō 御形 ハハコグサ（母子草）  |                                        | (Cudweed) Gnaphalium affine | گل‌ستاره‌ای‌ها |
|       | はこべら hakobera 小繁縷(コハコベ)        | علف زمستانی                            | Stellaria media             | میخکیان     |
|       | ほとけのざ hotokenoza 仏の座 (ホトケノザ) | لامیوم امپلکسیکال                      | Lamium amplexicaule         | گل‌ستاره‌ای‌ها |
|       | すずな suzuna 菘 (カブ)                   | شلغم                                   | Turnip                      | شب‌بویان     |
|       | すずしろ suzushiro 蘿蔔 ダイコン（大根）  | ترب سفید                               | Daikon                      | شب‌بویان     |